# Поджардо
Поджардо (итал. Poggiardo) — коммуна в Италии, располагается в регионе Апулия, в провинции Лечче.
Население составляет 6144 человека (2008 г.), плотность населения составляет 320 чел./км². Занимает площадь 19 км². Почтовый индекс — 73037. Телефонный код — 0836.
Покровителем населённого пункта считается святой Sant’Antonio di Padova.

## Демография
Динамика населения:

## Администрация коммуны
- Официальный сайт: http://www.poggiardo.com